# Oulianovo (république des Komis)
 (mai 2024).
Oulianovo (en russe : Ульяново, en komi : Улляна, Ouliana) est un hameau du raïon d'Oust-Koulom de la république des Komis en Russie européenne. Sa population s'élevait à 130 habitants au recensement de 2010. Il fait partie de l'établissement rural de Koujba.

## Géographie
Oulianovo est située dans la république des Komis, un sujet de la Russie, dans le district fédéral du Nord-Ouest. Le hameau se trouve dans l'établissement rural de Koujba, une municipalité, dans le raïon d'Oust-Koulom, un raïon de la république. Le village est situé dans la partie sud de la république des Komis, sur la rive droite de la rivière Vytchegda, à une distance d'environ 14 kilomètres (à vol d'oiseau) au nord-ouest d'Oust-Koulom, le centre administratif du raïon. La hauteur absolue est de 139 mètres au-dessus du niveau de la mer. 
Le climat est continental modéré, avec des hivers longs, modérément glaciaux et enneigés et des étés courts et frais. La température annuelle moyenne de l'air est de −1 à 0 °C. La température moyenne de l'air pendant le mois le plus chaud (juillet) est de 16 °C ; le plus froid (janvier) - −16 °C. La période sans gel dure 180 à 190 jours. Les précipitations annuelles moyennes sont de 500 à 600 mm. La couverture neigeuse stable dure 165 à 175 jours.
Oulianovo, comme toute la république des Komis, est située dans le fuseau horaire MSK (heure de Moscou). Le décalage horaire appliqué par rapport au temps universel coordonné est +03:00.

## Histoire
La colonie est née avec le monastère d'Oulianovo, fondé en 1385 par l'évêque Étienne de Perm comme avant-poste pour la diffusion du christianisme orthodoxe parmi les Komis et pour se protéger contre les attaques des Vogouls. Le nom du monastère s'est également répandu dans la zone adjacente au monastère, que les gens ont commencé à appeler Oulianovka. Au XVe siècle, le monastère tomba en ruine, probablement à cause des campagnes du prince vogul Asyka, qui ravagea les villages du cours supérieur de la Vytchegda en 1435 et 1447-1448.
En 1667, le prêtre Filaret Tiournine, originaire de Moscou, s'installa dans ces lieux avec ses quatre fils et construisit une église en bois au nom de la Sainte-Face du Sauveur. En 1764, l'église fut fermée. En 1860, à la demande des résidents locaux, un nouveau monastère cénobitique masculin a été créé sur le site de l'ancien ermitage du Sauveur. L'un des noms du monastère est la Sainte Grande Martyre Juliana (Ouliana) et se reflète dans le nom du village.

## Démographie
Recensements (*) et estimations de la population,:
| 2002 * | 2010* | - | - |
| ------ | ----- | - | - |
| 177    | 130   | - | - |

Selon les résultats du recensement de 2002, dans la répartition ethnique de la population, les Komis représentaient 86 % des 177 habitants.

## Culture locale et patrimoine
Le hameau possède le monastère de la Trinité-d'Étienne, qui est classé comme objet patrimonial culturel de Russie d'importance régionale sous le no 431710864850005 depuis 1969. Il a été construit entre les années 1860 et les années 1910. Le monastère est un monument remarquable de l'architecture religieuse en terre komie.